# 杀虫脒
杀虫脒（英語：Chlordimeform）是一种杀螨剂（杀虫剂），对蜱、螨以及一些鱗翅目昆虫的卵和早龄幼虫有杀伤作用。国际癌症研究机构的一份报告给出了足够的证据证明杀虫脒的一种代谢产物是致癌物質，此后它的使用在大多数国家被禁止。